# Liên hoan Hợp xướng Legnica Cantat

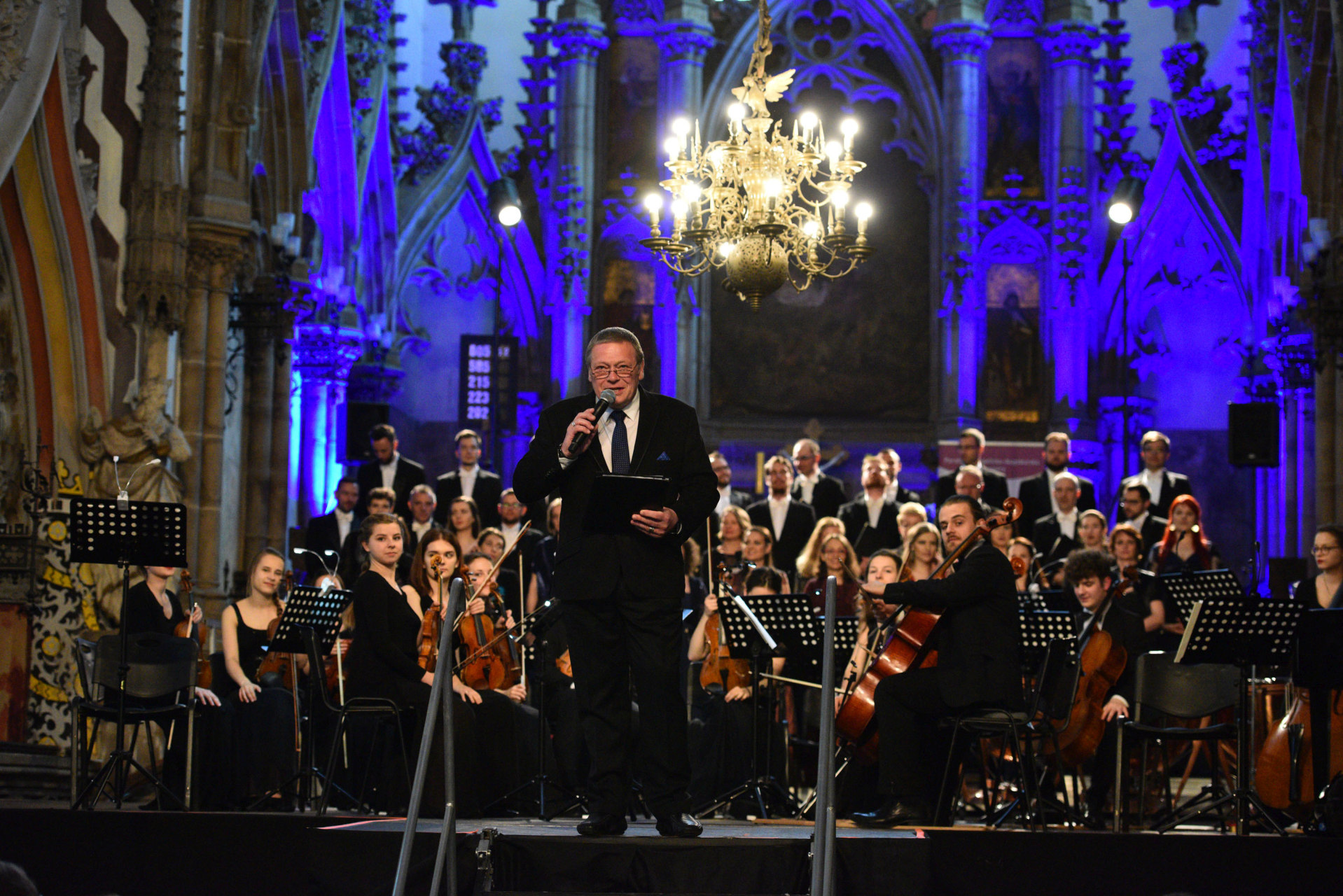
Liên hoan Hợp xướng Legnica Cantat tại Nhà thờ Tin lành của Đức Trinh nữ Maria (2019)

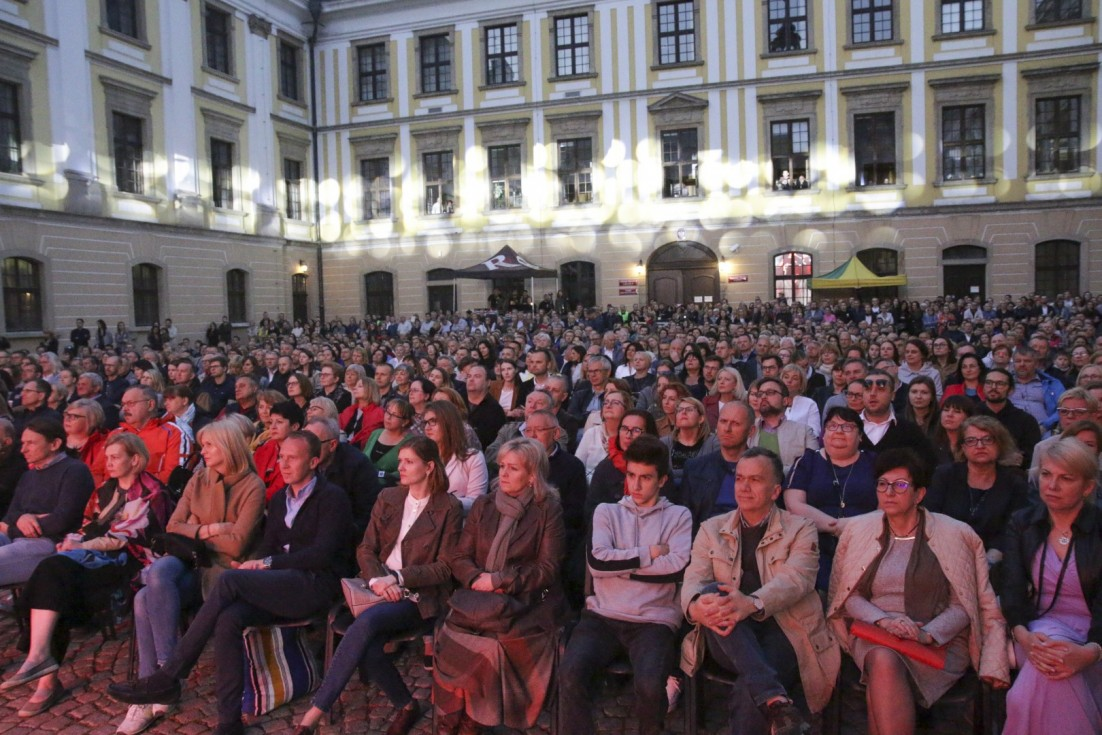
Khán giả (2019)

Liên hoan Hợp xướng Legnica Cantat (tiếng Ba Lan: Festiwal Chóralny Legnica Cantat) là một lễ hội âm nhạc và một cuộc thi quy mô quốc gia dành cho các dàn hợp xướng. Lễ hội được tổ chức vào tháng 5 hàng năm tại Legnica, Ba Lan, bắt đầu từ năm 1967. Trung tâm Văn hóa Legnica là đơn vị tổ chức sự kiện thú vị này.
Liên hoan còn đi kèm với nhiều sự kiện văn hóa và giải trí hấp dẫn khác như: các cuộc hội thảo, triển lãm, các tiết mục biểu diễn miễn phí của các dàn hợp xướng, các chương trình dành cho trẻ em và nhiều buổi hòa nhạc kết hợp vũ đạo do các ngôi sao sân khấu Ba Lan và thế giới thực hiện.

## Tên gọi
Liên hoan có một cái tên rất hay và dễ nhớ. Tiếng Latinh Legnica Cantat nghĩa là Tiếng hát Legnica.

## Địa điểm tổ chức
Lễ hội thường diễn ra tại các địa danh và không gian lịch sử ở thành phố Legnica, chẳng hạn như:
- Học viện Hiệp sĩ
- Nhà thờ Tin lành của Đức Trinh nữ Maria
- Nhiều nơi dễ tiếp cận khác như: trên đường phố, xe buýt và các thị trấn lân cận để cư dân và du khách có cơ hội thưởng thức các tác phẩm xuất sắc của các nhà soạn nhạc Ba Lan và nước ngoài, với nhiều phong cách và thể loại âm nhạc khác nhau.